# Harwich
Harwich [ˈˈhærɪtʃ] ist eine englische Hafenstadt im Südosten des Vereinigten Königreichs.

## Geografische Lage
Harwich liegt in der Grafschaft Essex. Aufgrund seiner Lage am Ästuar der Flüsse Stour und Orwell und seiner Bedeutung als einzig sicherer Ankerplatz zwischen Themse und Humber blickt der Ort auf eine lange Geschichte maritimer Bedeutung zurück.

## Geschichte
Die Royal Navy eröffneten hier 1657 die Marinebasis Harwich.
Zwischen 1808 und 1810 wurde der Harwich Redoubt gebaut. Er ist eine kreisförmige Festung, um den Hafen von Harwich vor der geplanten napoleonischen Invasion zu verteidigen.
Der Fährhafen wurde 1883 von der Great Eastern Railway gebaut und für Passagierfähren eröffnet. Ab 1924 fuhren die ersten Eisenbahnfähren, die Train Ferries No. 1, No. 2 und No. 3, von hier nach Zeebrügge. Über diese Verbindung wurde es erstmals möglich, Güter ohne Umladen zwischen Deutschland und den britischen Inseln mit der Eisenbahn zu versenden. 
1938/39 landeten hier viele jüdische Kinder, die im Zuge des Kindertransportes nach Großbritannien einwandern durften.
Nach Deutschland fuhren auch direkt Fähren: Nach Bremerhaven von 1966 bis 1982, nach Hamburg von 1969 bis 2003 und nach Cuxhaven von 2003 bis 2005.

## Verkehr
Harwich International Port ist auch heute einer der wichtigsten Fährhäfen des Vereinigten Königreichs, mit Verbindungen über die Nordsee nach Hoek van Holland (Stadt Rotterdam) und (bis September 2014) nach Esbjerg in Dänemark.
Über die Straßen A120 und A12 (ab Colchester) ist Harwich mit London verbunden.
Über viele Jahre befand sich hier ein Standort des Trinity House, heute befindet sich hier die Hauptverwaltung.

## Sehenswertes
Bei einem Gang durch die Stadt ist einiges an Sehenswertem zu entdecken, vieles davon hat einen maritimen Bezug.

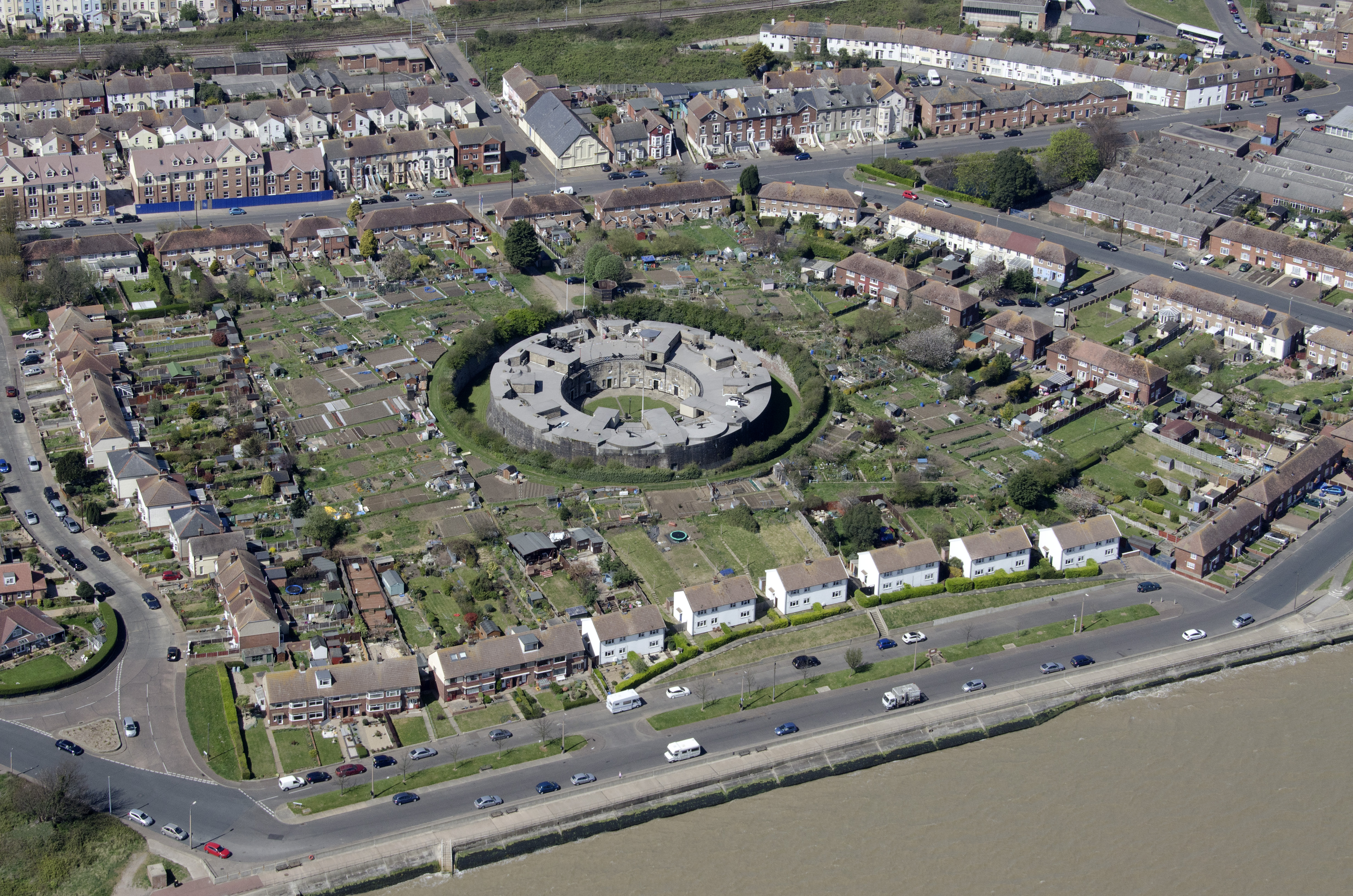
Harwich Redoubt
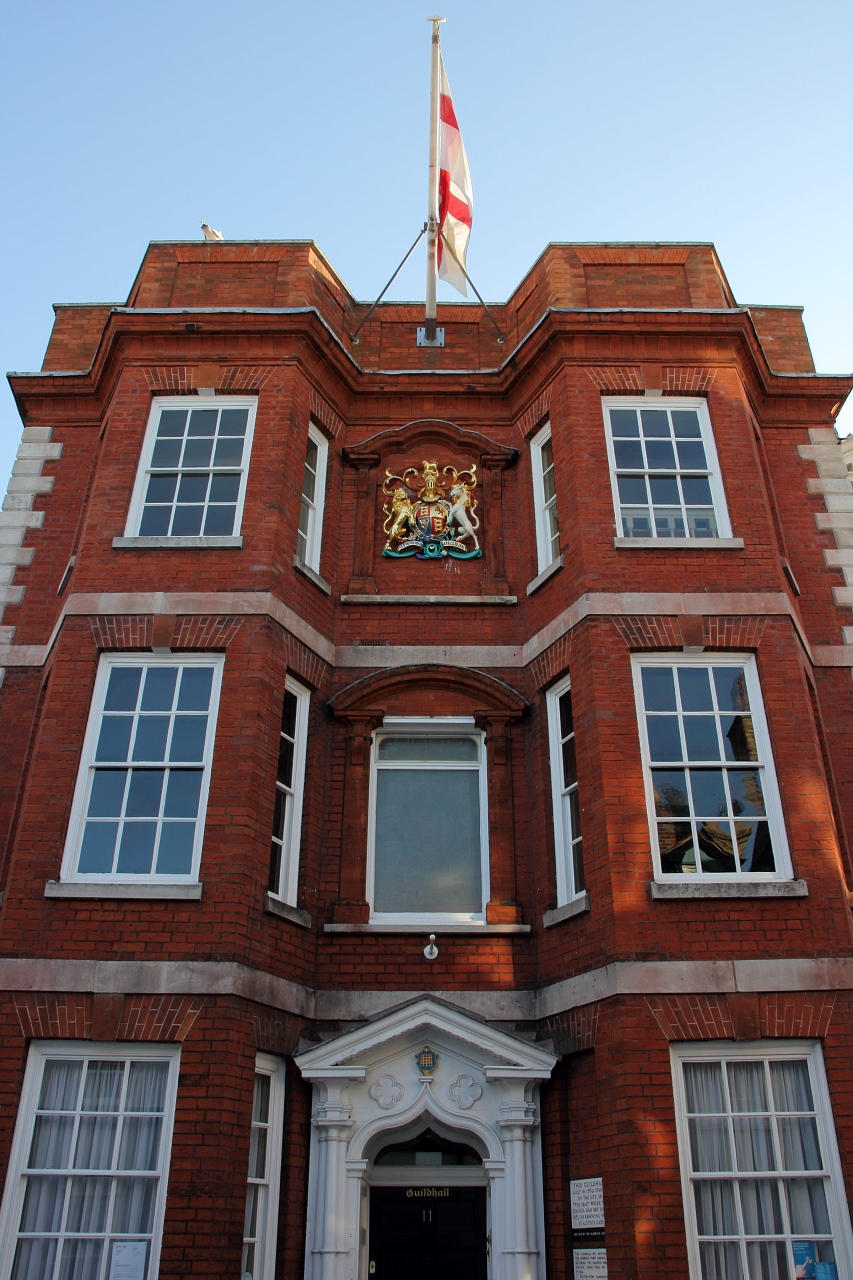
Guildhall in der Church Street
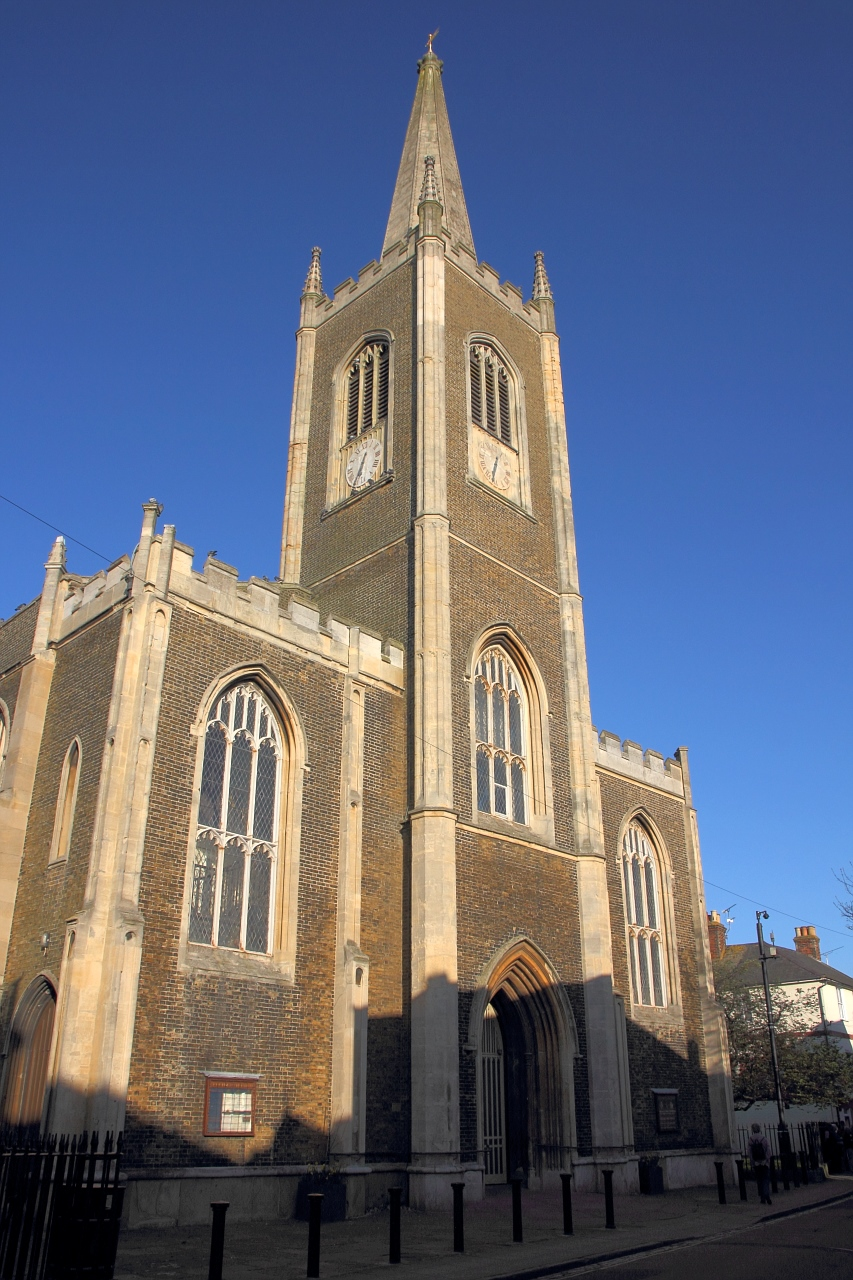
Saint Nicolas in der Church Street
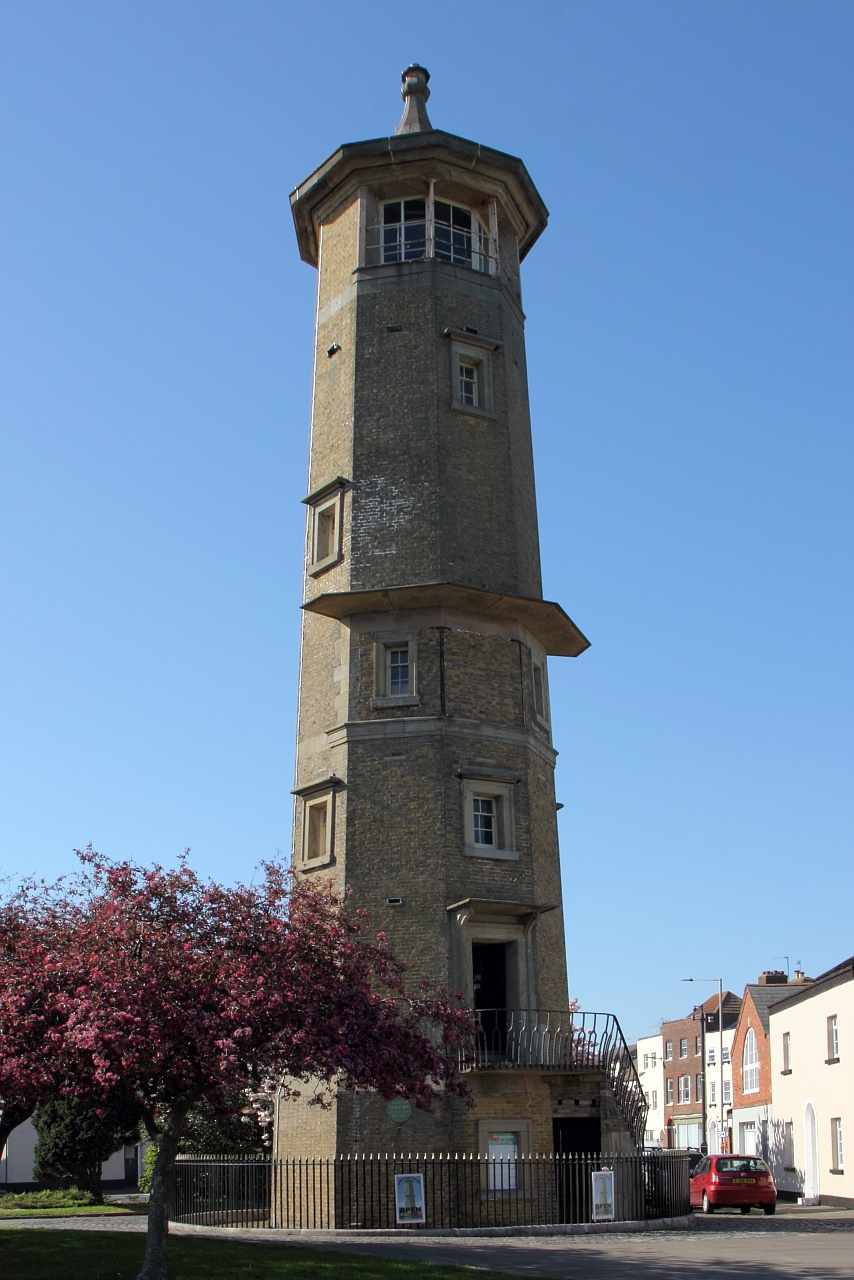
Harwich High Lighthouse
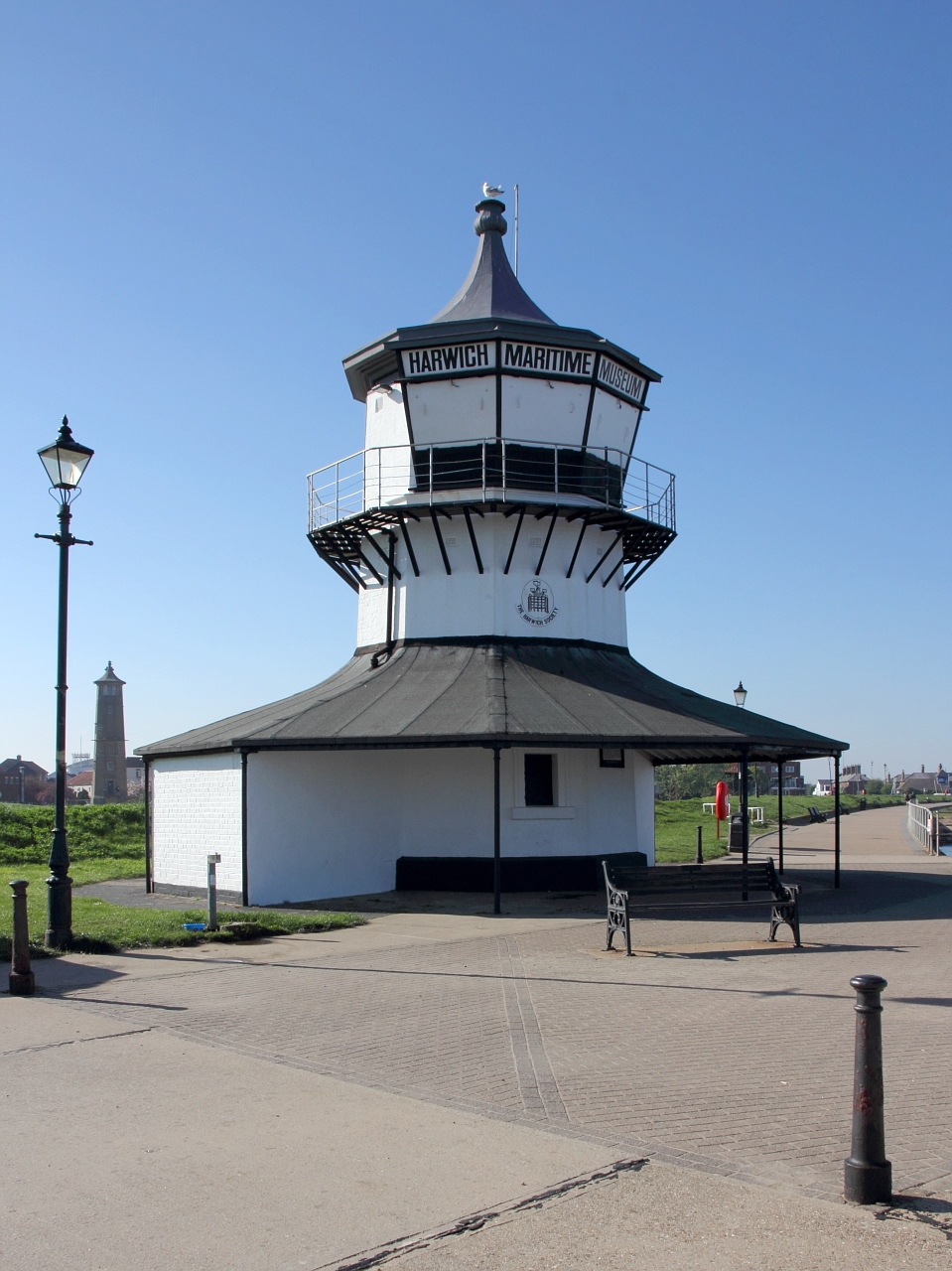
Harwich Low Lighthouse, heute Schifffahrtsmuseum
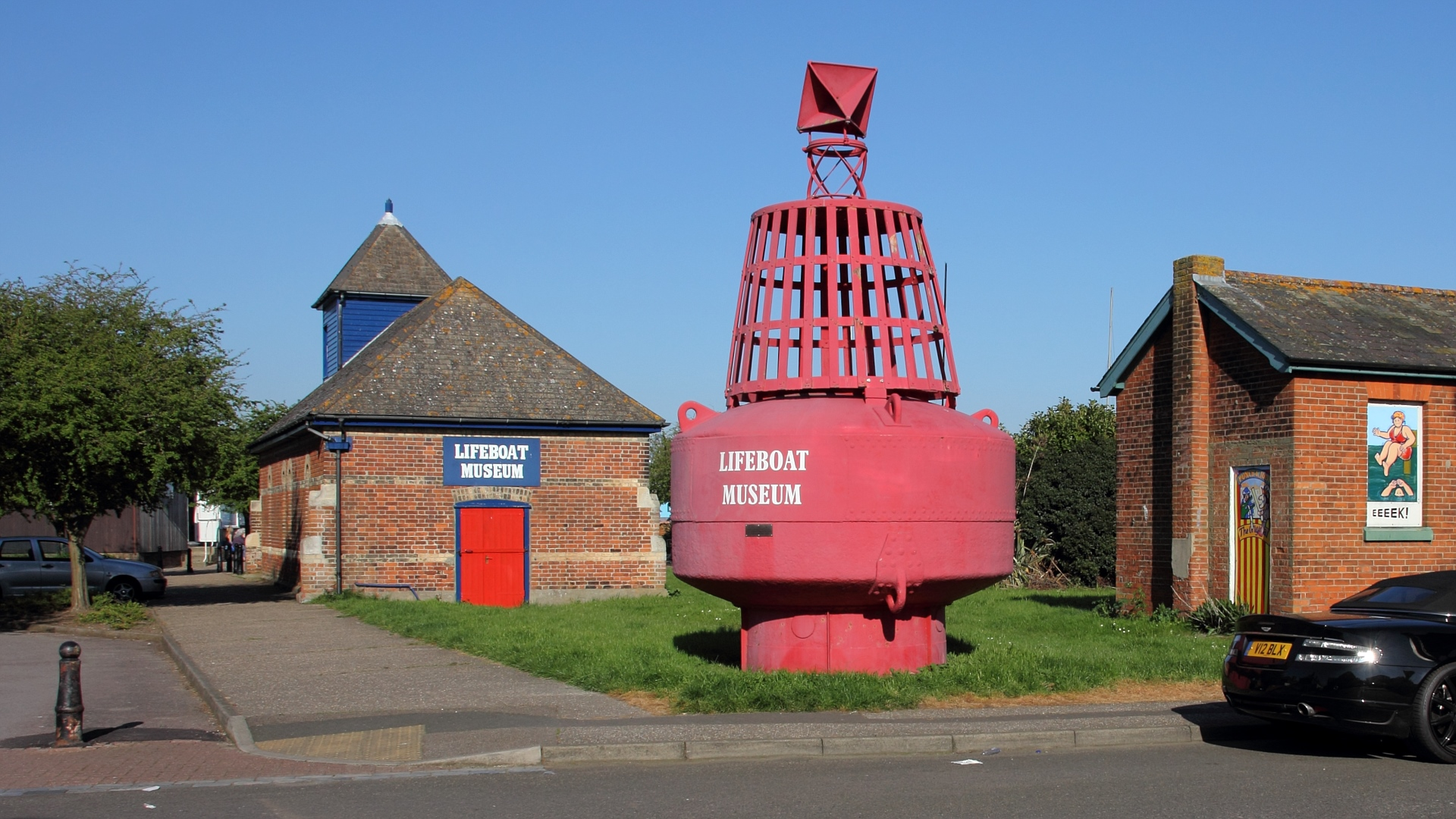
Rettungsboot-Museum in der Wellington Road
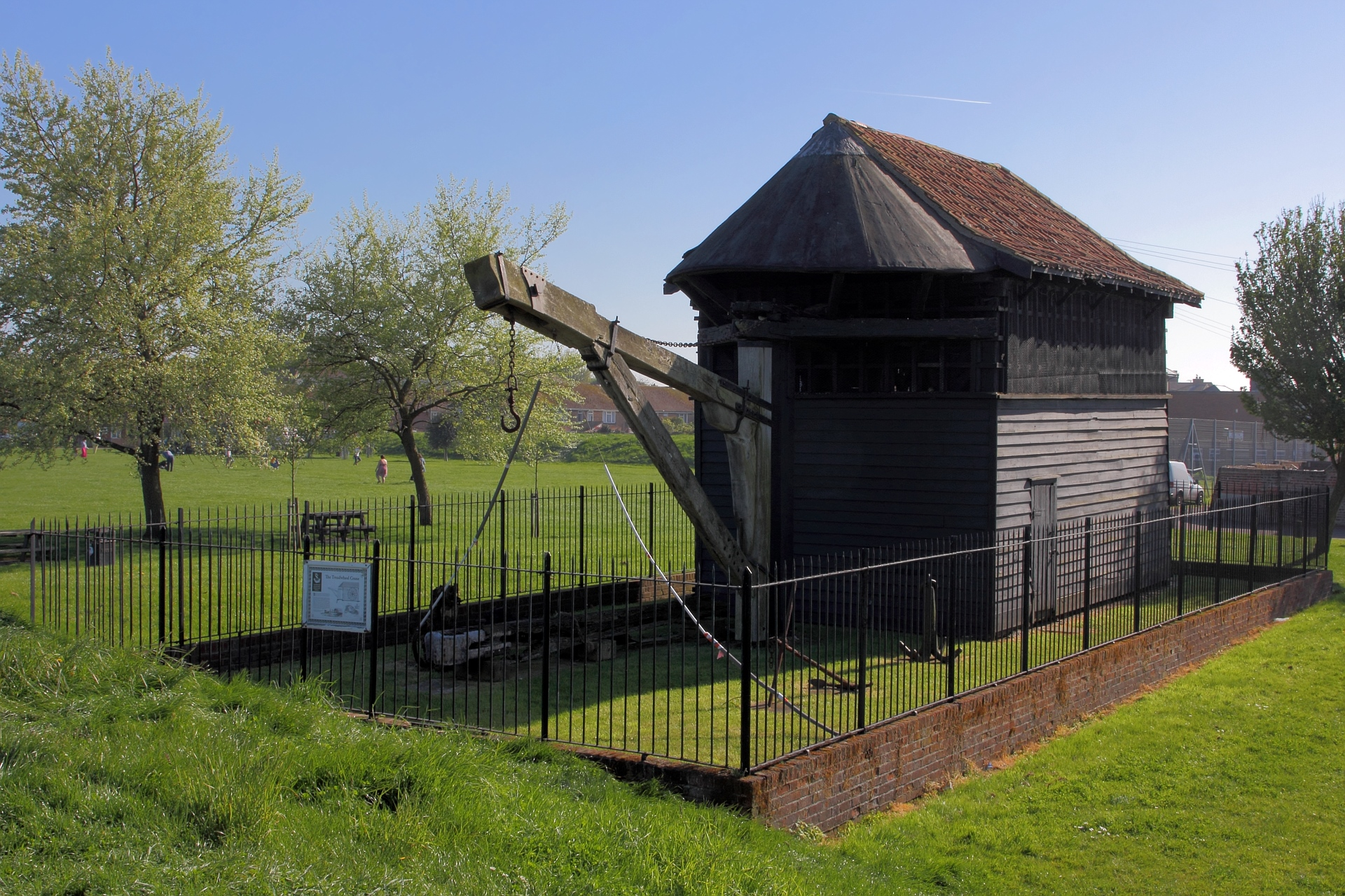
Tretradkran in Harwich
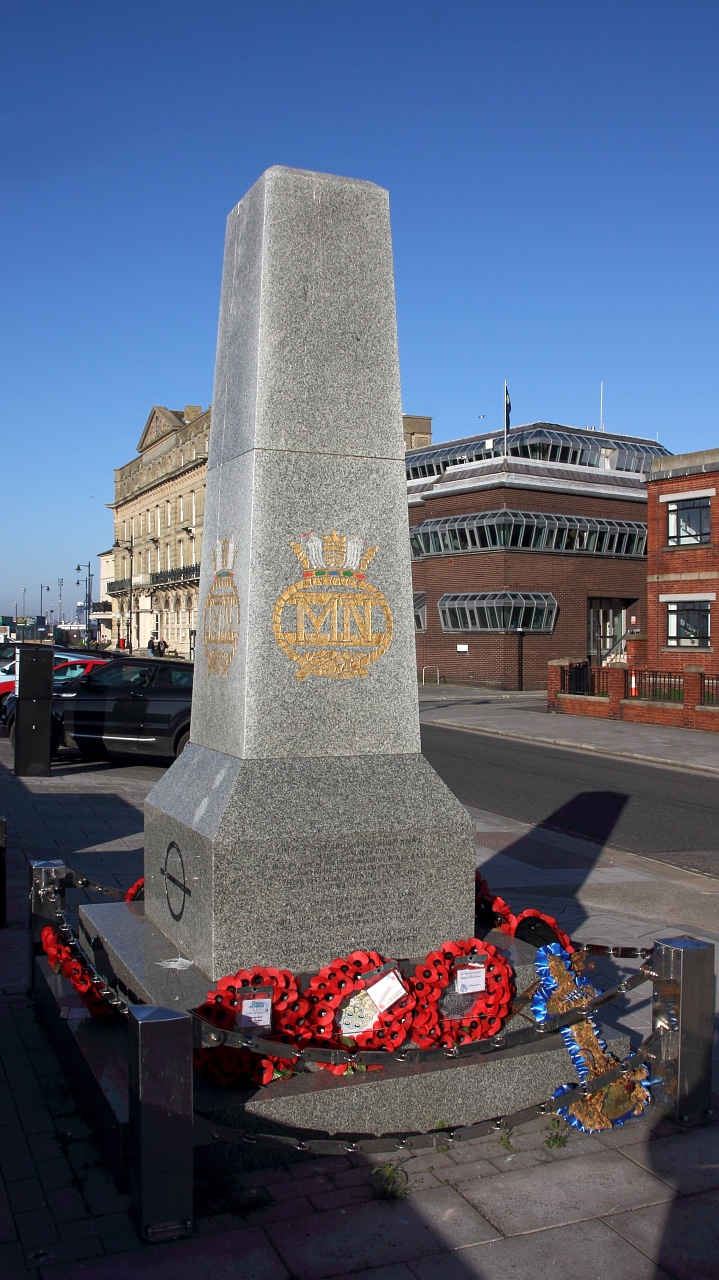
Denkmal der Merchant Navy (Handelsmarine) an The Quay
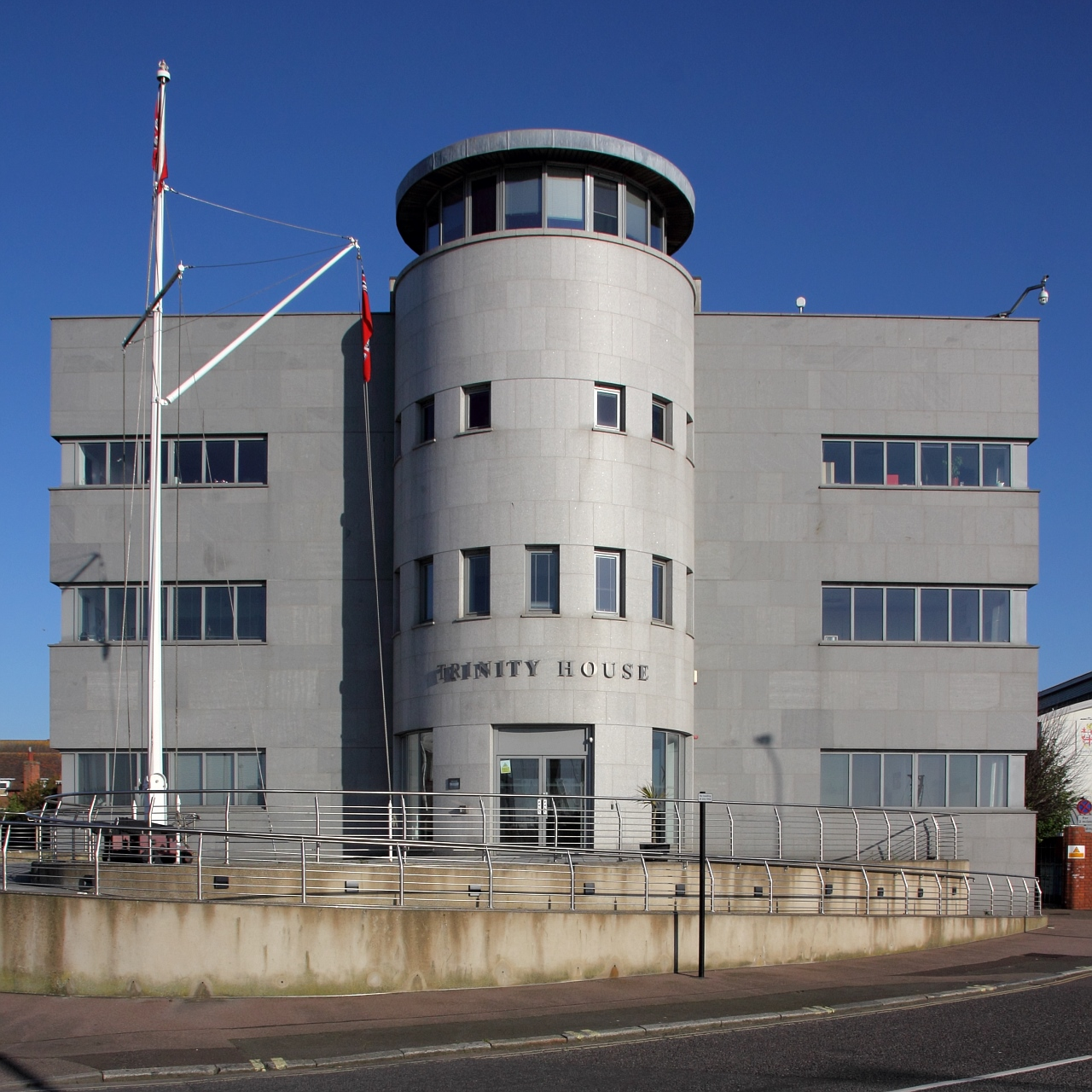
Trinity House an The Quay
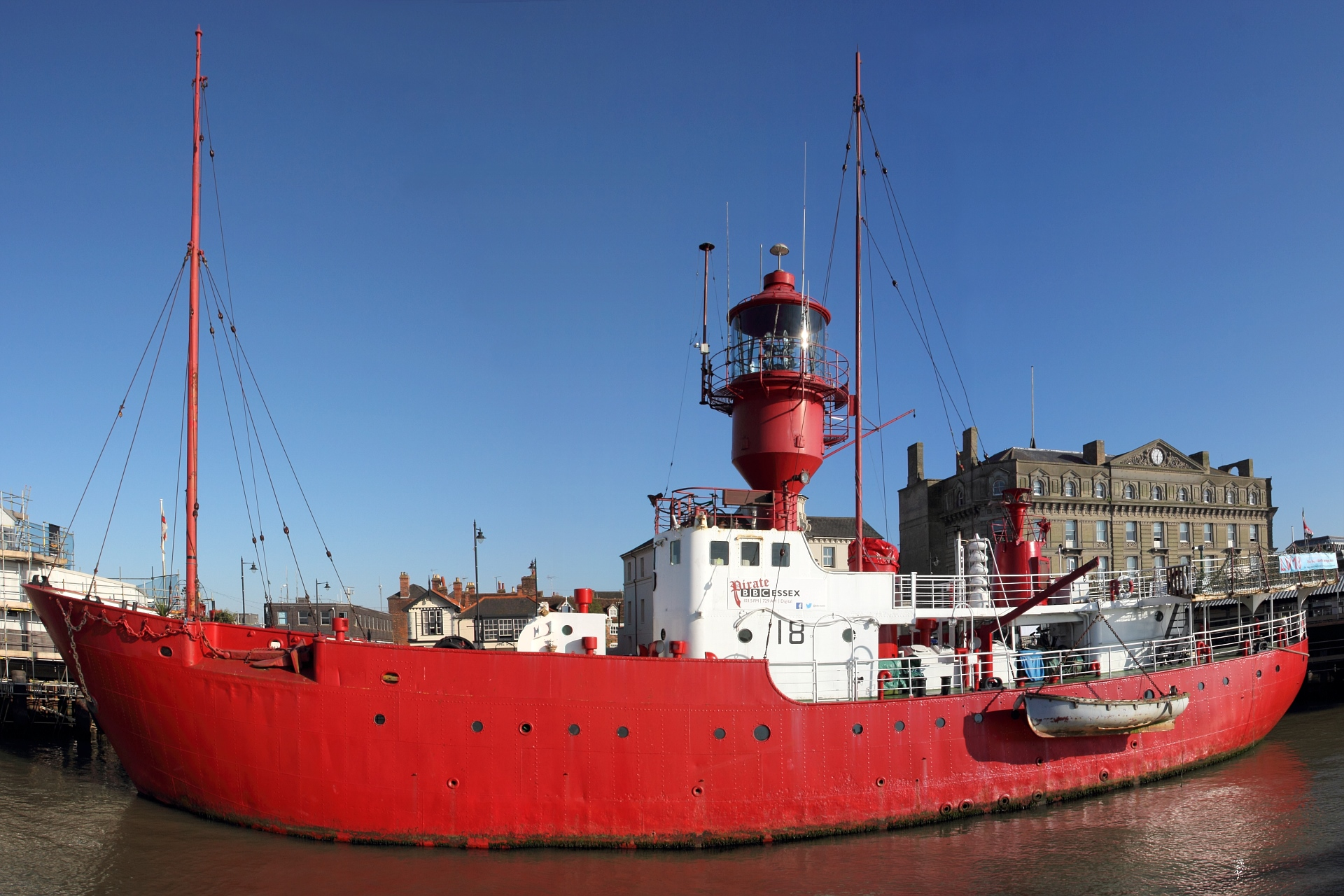
Feuerschiff LV 18 in Harwich

## Söhne und Töchter der Stadt
- Christopher Newport (1561–1617), Seefahrer und Pirat
- Christopher Jones (1570–1622), Kapitän der Mayflower
- John Nunn (1803–nach 1860), Seemann und Autor
- Kate Hall (* 1983), dänische Sängerin, Moderatorin und Vocalcoach